# محمد النجار
محمد النجار (10 يوليو 1954 - 25 يونيو 2019) مخرج مصري، خريج المعهد العالى للسينما قسم إخراج عام 1978. وحصل على درجة الماجستير في الإخراج عام 1979، وقام بالتدريس بالعديد من المعاهد الفنية المصرية. توفي في القاهرة وقد بلغ الـ 65 جراء مرض القلب.

## المسيرة الفنية
بدأ مشواره الفنى بالعمل كمساعد إخراج ومخرج منفذ في حوالى 52 فيلم مع العديد من المخرجين السينمائيين الكبار، أمثال المخرج محمد راضي في أفلام العمر لحظة ـ الجحيم ـ أمهات في المنفى كذلك عمل مع المخرج عاطف الطيب في أفلام سواق الاتوبيس ـ الحب فوق هضبة الهرم ـ الزمار ـ ملف في الاداب كما عمل مع المخرج هشام أبو النصر في فيلم قهوة المواردى ومع المخرج فاضل صالح في فيلم البرنس وعمل مع بشير الديك في فيلم الطوفان.
وفي عام 1988 بدأ إخراج أول أعماله السينمائية وهو فيلم زمن حاتم زهران بطولة الفنان الكبير نور الشريف، وقد حقق هذا الفيلم نجاحا جماهيريا كبيرا استطاع من خلاله محمد النجار أن يضع قدمه في الوسط السينمائي كمخرج محترف. ليصبح بعدها من أكبر المخرجين السينمائيين من خلال إخراجه للعديد من الأفلام الناجحة ومنها الصرخة ـ الذل ـ الهجامة ـ صعيدى رايح جاى ـ الأستاذ عبد العظيم للفنان راغب علامة ـ رحلة حب ـ قلب جرئ ـ ميدو مشاكل ـ عوكل - على سبايسى ـ صباحو كدب. ثم اتجه إلى الدراما التليفزيونية واخرج مجموعة من المسلسلات التليفزيونية الناجحة مع كبار النجوم أمثال يحيى الفخرانى، محمود مرسى، يسرا، مصطفى قمر، أحمد عز وكانت أهم الأعمال مسلسل الظلال والفدان الأخير وحكايات مجنونة وأزمة الدرملي وشباب رايق جدا ولما الثعلب فات وعلى ياويكا ولقاء على الهواء
حصل محمد النجار على جوائز من العديد من الجمعيات السينمائية المصرية والعربية، وكذلك من مهرجان القاهرة الدولي ومهرجان التليفزيون العربي الدولي.

## أعماله

### أفلام
| - صباحو كدب:2006-مخرج - علي سبايسي:2005-مخرج - عوكل:2004-مخرج - ميدو مشاكل:2003-مخرج - بحبك وأنا كمان:2003-مخرج - قلب جرىء:2002-مخرج - الأستاذ عبد العظيم:2001-مخرج - صعيدي رايح جاي:2001-مخرج - رحلة حب:2001-مخرج | - الهجامة:1992-مخرج - الصرخة:1991-مخرج - الذل:1990-مخرج - زمن حاتم زهران:1987-مخرج - البدرون:1987-مخرج مساعد - حب فوق السحاب:1986-مساعد مخرج - ملف في الآداب:1986-مخرج مساعد - نساء خلف القضبان:1986-مخرج مساعد | - بلاغ ضد امرأة:1986-مخرج مساعد - الحب فوق هضبة الهرم:1986-مخرج مساعد - الزمار:1985-مخرج مساعد - الصعاليك:1985-مخرج مساعد - النساء:1985-مخرج مساعد - الطوفان:1985-مخرج مساعد - البرنس:1984-مساعد مخرج - أسوار المدابغ:1983-مخرج مساعد | - سواق الأتوبيس:1982-مخرج مساعد - أمهات في المنفى:1981-مخرج مساعد - قهوة المواردي:1981-مخرج مساعد - البنات عايزة إيه:1980-كلاكيت - الجحيم:1980-مخرج مساعد - إعدام طالب ثانوي:1980-مخرج مساعد - نوع من النساء:1979-ملاحظ سيناريو - العمر لحظة:1978-مخرج مساعد |

### مسلسلات
| - الدخول في الممنوع:2017-مخرج - منتهى العشق:2010-مخرج - الأدهم:2009-مخرج - العائد:2008-مخرج - علي يا ويكا:2006-مخرج | - لقاء على الهواء:2004-مخرج - أزمة الدرملي:2000-مخرج - شباب طاقق جدا:1999-مخرج - لما التعلب فات:1999-مخرج | - شباب رايق جدا:1998-مخرج - حكايات مجنونة:1995-مخرج - الفدان الأخير:0-مخرج - الظلال:0-مخرج |

## روابط خارجية
- محمد النجار على موقع IMDb (الإنجليزية)
- محمد النجار على موقع الدهليز
- محمد النجار على موقع قاعدة بيانات الأفلام العربية
- محمد النجار على موقع قاعدة بيانات الفيلم (الإنجليزية)